# Lars Erik Forssman
Lars Erik Nikolaus Forssman, född 30 augusti 1875 i Adolf Fredriks församling, Stockholm, död 2 augusti 1971 mantalsskriven i Lidingö församling, Stockholms län, kyrkobokförd i Sankt Nikolai församling, Halmstad, Hallands län, var en svensk affärsman.
Lars Erik Forssman var son till kanslirådet Lars Forssman och bror till Axel Forssman. Efter mogenhetsexamen i Stockholm 1894 var han 1894-1916 tjänsteman i Lifförsäkrings AB Nordstjernan. 1917 grundade Forssman Sveriges privatanställdas pensionskassa, från 1926 Svenska Personal-Pensionskassan. Som VD för denna kassa 1917–1940 utvecklade han företaget från en ringa början till att 1940 ha 333 miljoner i fonder. Forssman var 1911–1928 styrelseledamot i Försäkrings-AB Fylgia och 1912–1925 i Försäkrings-AB Valkyrian. Från 1929 var han styrelseledamot i SPP, från 1940 styrelseledamot och kassaförvaltare i Svenska fattigvårds- och barnavårdsförbundet.